# Chaetomiris sequoiarum
Chaetomiris sequoiarum är en insektsart som beskrevs av Bliven 1973. Chaetomiris sequoiarum ingår i släktet Chaetomiris och familjen ängsskinnbaggar. Inga underarter finns listade i Catalogue of Life.